# حسن لنغي بالا (شميل)
حسن لنغي بالا (بالفارسية: حسن لنگی بالا) هي قرية تقع في إيران في قسم شمیل الريفي. يقدر عدد سكانها بـ 1,739 نسمة .